# Podvodní šachy

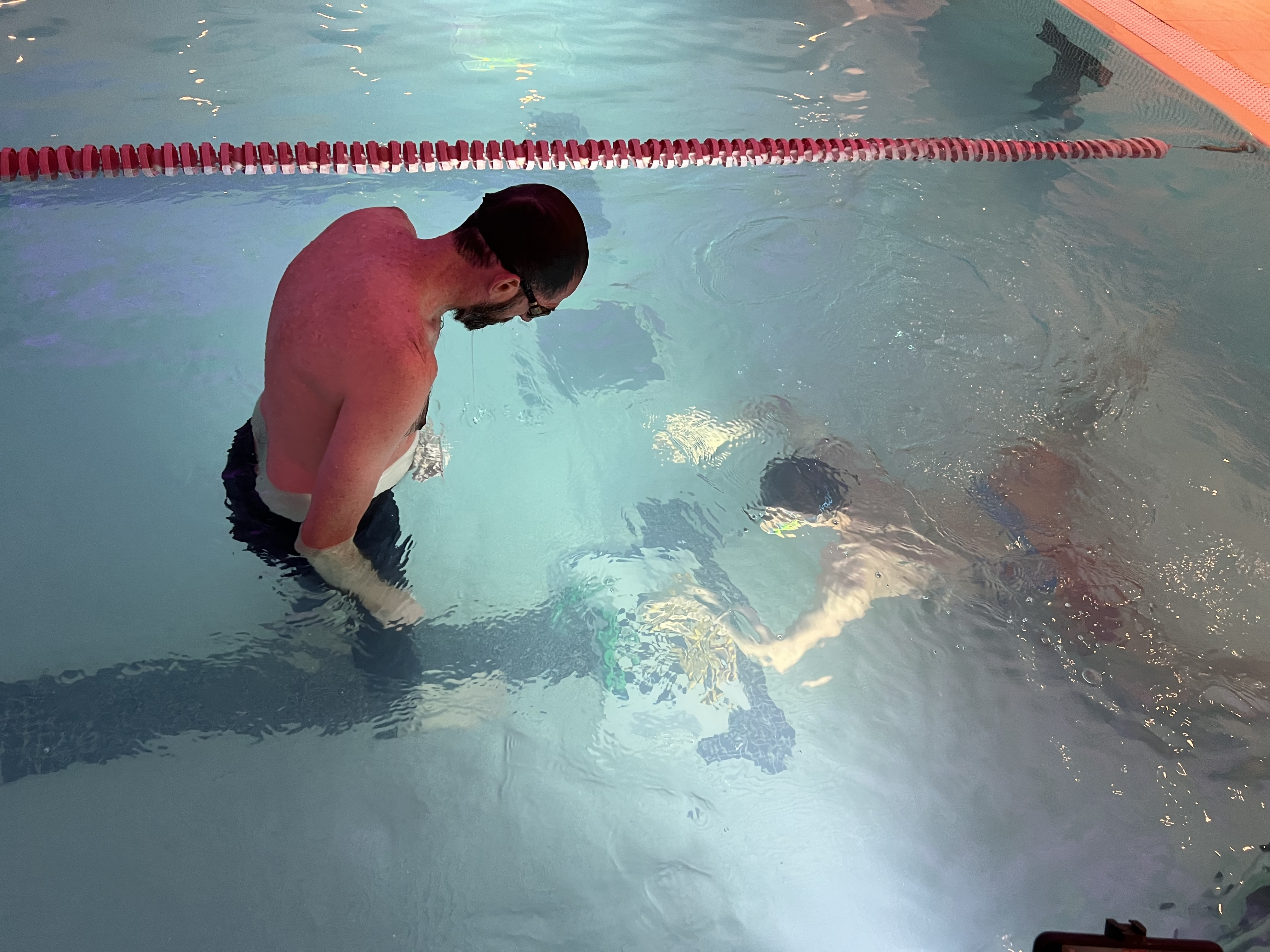
Podvodní šachy

Podvodní šachy (anglicky underwater chess), případně též šachové potápění (anglicky diving chess), je individuální nekontaktní sport kombinující potápění a šachy. Na rozdíl od jiných kombinací spojujících šachy s dalším sportem (např. šachbox) dochází v tomto druhu šachu k prolnutí obou disciplín.

## Historie
V roce 2003 se tým potapěčů pokusil v Johannesburgu překonat světový rekord v čase stráveném hraním šachu pod vodou. Ve vodě však každý z nich nemohl být déle než hodinu kvůli tvorbě dusíku v krvi; ve vodě zůstával vítěz každé hry a poražený si šel odpočinout.
V roce 2008 si Hans Böhm, Robin Swinkels a Anna Zatonská (Zatonskih) zahráli šachové partie pod vodou během Šestnáctého šachového festivalu v Curaçau (The 16th Annual Curacao Chess Festival).
Výchozí varianta šachu s potápěním (američan Etan Ilfeld, rok 2013) využívala šachovnice plovoucí na vodní hladině a zjednodušené ploché figurky. Základní šachová pravidla byla standardní. Odlišné bylo časování partie, interval šachových hodin nahradila doba zadržení dechu. Hráč, který byl na tahu, si musel bleskově zapamatovat soupeřův tah. Pak se ponořil pod vodu a na jeden nádech musel popaměti zanalyzovat situaci a vymyslet svůj tah, který realizoval na šachovnici bezprostředně po vynoření nad hladinu. Takto vymezeným časovým omezením se tento druh šachu podobá Rapid šachu.

## Pravidla
Šachovnice a figurky jsou umístěny pod hladinou na dně bazénu, hraje se podle šachových pravidel. Jakmile hráč udělá tah, vynoří se, aby se nadechl. Protivník se musí ponořit a zůstat pod vodou tak dlouho, dokud neudělá tah, jinak prohrává.

## Vybavení
Základním vybavením je dostatečně těžká a magnetická šachovnice s dostatečně velkými a magnetickými figurkami. Běžný plavecký úbor je možné doplnit brýlemi případně závažím pro zjednodušení pohybu hráče pod vodou.